# Bowling tại Đại hội Thể thao Đông Nam Á 1981
Bowling tại Đại hội Thể thao Đông Nam Á năm 1981 được tổ chức từ 8 đến 12 tháng 12 năm 1981 tại khu giải trí Celebrity Bowl, Manila, Philippines. Đây là lần đầu tiên bowling được đưa vào chương trình thi đấu của SEA Games, với nhiều nội dung cá nhân, đôi, ba người, đồng đội và nội dung “masters” (cá nhân cao điểm chung cuộc).
Chủ nhà Philippines nhất toàn đoàn với 5 huy chương vàng, trong khi Thái Lan giành được 4 huy chường vàng và xếp thứ nhì.

## Tóm tắt kết quả

### Nam
| Nội dung      | Vàng                                                       | Vàng      | Bạc                                                            | Bạc   | Đồng                                                               | Đồng  |
| ------------- | ---------------------------------------------------------- | --------- | -------------------------------------------------------------- | ----- | ------------------------------------------------------------------ | ----- |
| Cá nhân       | Olie Ongtawco                                              | 1.270 pts | Ronnie Ng                                                      | 1.261 | Paeng Nepomuceno                                                   | 1.253 |
|               |                                                            |           |                                                                |       |                                                                    |       |
| Đôi           | Paeng Nepomuceno Ed Bermudez                               | 2.431 pts | Olie Ongtawco Rene Reyes                                       | 2.412 | Herry Hendrawan Hendro Pratomo                                     | 2.341 |
|               |                                                            |           |                                                                |       |                                                                    |       |
| Bộ ba         | Philippines Paeng Nepomuceno · Ed Bermudez · Olie Ongtawco | 3.564 pts | Indonesia Harapan Matondang · Abidin Saleh · Indra Gondokusumo | 3.446 | Thái Lan Kassem Minalai · Montri Cheeratana · Suphote Peernasophon | 3.438 |
|               |                                                            |           |                                                                |       |                                                                    |       |
| Đội năm người | Thailand                                                   | 5.875 pts | Philippines                                                    | 5.794 | Indonesia                                                          | 5.480 |
|               |                                                            |           |                                                                |       |                                                                    |       |
| Master's      | Suphote Peernasophon                                       | 1.179 pts | Ronnie Ng                                                      | 1.134 | Del Galera                                                         | 1.133 |

Nguồn:

### Nữ
| Nội dung      | Vàng                                                  | Vàng      | Bạc                                                 | Bạc   | Đồng                                                              | Đồng  |
| ------------- | ----------------------------------------------------- | --------- | --------------------------------------------------- | ----- | ----------------------------------------------------------------- | ----- |
| Cá nhân       | Porntip Singha                                        | 1.179 pts | Bong Coo                                            | 1.134 | Lanny Budiaman                                                    | 1.133 |
|               |                                                       |           |                                                     |       |                                                                   |       |
| Đôi           | Bong Coo Rita de la Rosa                              | 2.312 pts | Arianne Cerdeña Rose de Leon                        | 2.282 | Rita Goh Lily Chan                                                | 2.276 |
|               |                                                       |           |                                                     |       |                                                                   |       |
| Bộ ba         | Philippines Bong Coo · Rose de Leon · Rita de la Rosa | 3.524 pts | Indonesia Lanny Budiaman · Inge Syarif · Lita Muaya | 3.364 | Thái Lan Porntip Singha · Orawan Nithinavakorn · Luyong Kunaksorn | 3.286 |
|               |                                                       |           |                                                     |       |                                                                   |       |
| Đội năm người | Thái Lan                                              | 5.518 pts | Philippines                                         | 5.417 | Malaysia                                                          | 5.320 |

Nguồn:

## Bảng huy chương
| Hạng               | Đoàn               | Vàng | Bạc | Đồng | Tổng số |
| ------------------ | ------------------ | ---- | --- | ---- | ------- |
| 1                  | Philippines (PHI)  | 5    | 5   | 2    | 12      |
| 2                  | Thái Lan (THA)     | 4    | 0   | 2    | 6       |
| 3                  | Indonesia (INA)    | 0    | 2   | 3    | 5       |
| 4                  | Singapore (SIN)    | 0    | 2   | 0    | 2       |
| 5                  | Malaysia (MAS)     | 0    | 0   | 2    | 2       |
| Tổng số (5 đơn vị) | Tổng số (5 đơn vị) | 9    | 9   | 9    | 27      |